# Biblia Malermi
Biblia Malermi (wł. Bibbia del Malermi) – pierwszy wydrukowany włoski przekład Pisma Świętego skompilowany w roku 1471 przez Nicolò Malermi i opublikowany w Wenecji przez Vindelino ze Spiry. Biblia Malermi ukazała się 16 lat po łacińskiej Biblii Gutenberga z 1455 roku. Była to druga wydana drukiem Biblia w żywym języku narodowym, po niemieckiej Biblii Mentelina z 1466.

## Historia
Autorem tego przekładu był kameduła Nicolò Malermi (ok. 1422–1481). Nie tłumaczył on Biblii na język włoski, lecz wykorzystał tłumaczenia pochodzące z XIV wieku. W swojej pracy słownictwo dialektu toskańskiego zastąpił dialektem weneckim. W ten sposób obniżył wartość języka czternastowiecznego, który podnosił doniosłość starszych tłumaczeń. Malermi utworzył w ten sposób niearchaiczny i bardziej jednorodny tekst niż ten pochodzący z rękopisów różnych autorów. Jednakże tekst jednorodny stylistycznie utracił na literackiej jakości w warstwie językowej.
Biblia Malermi została wydana w dwóch tomach. Tekst strony podzielono na dwie kolumny. Edycja Biblii spotkała się z bardzo życzliwym przyjęciem. Był to przekład popularny i wielokrotnie wznawiany (przekład miał jedenaście wydań w okresie inkunabułów i blisko dwadzieścia w XVI wieku). Niektóre wznowienia ukazały się z poprawkami innych autorów, np. dominikanina Mariano z Wenecji. Wiele edycji ozdobiono drzeworytami.
Biblia ukazała się 1 sierpnia 1471, stąd bywa nazywana Bibbia d’agosto (Biblią sierpniową) w odróżnieniu od kolejnego włoskiego drukowanego przekładu wydanego 1 października 1471 roku Biblii Jensoniana nazywanego Bibbia d’ottobre (Biblią październikową). 